# Relations entre la Côte d'Ivoire et l'Union européenne
Les relations entre la Côte d'Ivoire et l’Union européenne reposent principalement sur l'aide fournie par l'Union européenne dans le cadre de la gestion de la crise qui a éclaté en 2010 à la suite des élections présidentielles. L'Union européenne a, lors de cette crise, apporté son soutien au président élu et a adopté un ensemble de sanctions pour destituer Laurent Gbagbo du pouvoir.

## Sources

## Compléments